# Time Stand Still (The Hooters)
Time Stand Still è il sesto album in studio del gruppo musicale statunitense The Hooters, pubblicato nel 2007.

## Tracce
Testi e musiche di Rob Hyman e Eric Bazilian, eccetto dove indicato.
1. I'm Alive – 4:08
2. Time Stand Still – 3:52
3. The Boys of Summer – 4:58 (Don Henley, Mike Campbell)
4. Until I Find You Again – 4:08
5. Until You Dare – 4:47
6. Morning Buzz – 3:38
7. Where the Wind May Blow – 3:42
8. Catch of the Day – 3:03
9. Ordinary Lives – 5:04 (Hyman, Bazilian, John Lilley)
10. Free Again – 6:54
11. White Jeans (hidden track) – 4:08

## Formazione
- Eric Bazilian – voce, chitarra, basso, mandolino, armonica, recorder, tastiera, piano, sassofono
- Rob Hyman – voce, piano, tastiera, chitarra acustica, mandolino, fisarmonica, melodica
- John Lilley – chitarra, mandolino, dobro
- Fran Smith Jr. – basso, cori
- David Uosikkinen – batteria